# City of Southampton
City of Southampton är en enhetskommun i Hampshire i England,  Storbritannien. Kommunen har 252 689 invånare (2022). Huvudort är Southampton.
Den blev en självständigt enhetskommun 1997. Kommunen är inte indelad i civil parishes.